# Abrunheira
Abrunheira is een plaats (freguesia) in de Portugese gemeente Montemor-o-Velho en telt 735 inwoners (2001).